# 新春攻勢
新春攻勢（越南语：／（戊申節事件））是1968年1月30日越南民主共和國（北越）人民軍和越南南方民族解放阵线游擊隊（越共）聯手，針對越南共和國（南越）、美国及其联军發動的大規模突然袭击，旨在摧毁南越境內各軍民指揮體系樞紐。攻势因第一次进攻发生时间为越南新年而得名。其中顺化战役双方持续拉锯长达一个月。而在溪生战役中，美军和南越军为保卫其溪生作战基地，持续战斗了两个月之久。新春攻勢是越南戰爭中規模最大的地面行動。尽管此次攻势最终以北方失败告终，但是也令本以为击败了北越的美国军政及公众感到震惊，最终在促使美國主動发起和谈并最终自越南撤軍上发挥了關鍵作用。

## 始末
1968年，越南戰場出現了僵持局面。美軍雖然擁有絕對兵力和技術優勢，但是面對北越正規軍和越南南方游擊隊的襲擾仍然感到束手無策，久拖不決的戰爭使美國國內的反戰聲浪越來越大，林登·詹森總統面臨著當選總統以來最大的政治壓力；而另一方面，河內政府也感到壓力倍增，美軍的優勢兵力和現代化武器使其武裝力量遭到了嚴重損失，士氣低落。若不迅速改變這種局面，那麼抗美戰爭的結果就不堪設想。而要扭轉這種不利局面，就必須選準時機對美軍進行一次猛烈打擊。
越南民主共和國國防部長武元甲準備放手一搏。在常規的戰鬥中，只要遇到美軍，他的部隊總是在潰逃，或被逼得節節敗退。河內政府對美國國內日益高漲的反戰熱潮以及由戰爭引起的社會劇烈分化非常的清楚。武元甲將軍所需要的正是通過給美國致命一擊來瓦解華盛頓政府繼續在越南進行戰爭的意志。同時通過這樣一次行動還可以讓世人知道西貢政府的本質，從而動搖其合法性。當時在美國的扶持下，很顯然西貢政府正如日中天。在某種程度上來講，時機並不有利於武元甲。
雖然河內政府相信美國人會最終變得像以前的法國殖民者那樣厭倦戰爭的，但照這樣下去，拖的時間越長，西貢政府就會變得越強大。假如美軍捲入越南的時間再持續一年半載，越南南方民族解放陣線（NLF）的力量將會嚴重受損。而且隨著南越軍隊（ARVN）的不斷發展，即使沒有美國干預，北越都將不是它的對手 武元甲將軍的策略是速戰速決，剛好趕上美國1968年總統大選的時候給美國找點麻煩。武元甲將軍準備從兩條戰線對敵人發起大膽的進攻。 此時奠邊府戰役的勝利仍然歷歷在目，武元甲將軍計劃襲擊美國海軍陸戰隊位於溪山的重火力點（可以向敵人發射重型炮火的軍事基地）。同時北越正規軍（NVA）和南越民族解放戰線計劃聯合進攻南越所有大城市以及省會。 如果美國決定保衛溪山基地，而這時戰鬥同時在南越其他地方打響，美國人會發現他們的戰線實在是拉得太長了。 如果美國和南越軍隊被迫同時全線作戰，他們會遭受大大小小的失敗，同時也會最終導致其在溪山的災難。溪山之戰進行的時候又必然會吸引美軍指揮官的注意力，以利於北越正規軍和越共（VC）對南越大城市大舉進攻進行準備。 當北越對南越各城市的全面進攻進入白熱化時，戰線拉得過長的美軍就難以避免溪山基地被佔領，這樣武元甲將軍將重複他十四年前的勝利。
一個非常值得懷疑的事實就是，北越正規軍、越共期望守住他們攻下的全部或是其中一些城鎮。 而南越民族解放戰線則明顯的期待著位於這些城市的大量平民揭竿而起。 除了不多的幾個城市，這些預計的情況都沒有發生。 南越各個城市的市民大都對南越民族解放戰線和西貢政府不感興趣，而很明顯，越共期望得到的支持比實際得到的高得多，這顯然是他們沒有想到的。 北越此次行動的目的並不僅僅是為了簡單的贏得一次戰鬥的勝利，其關鍵的目的在於使駐越美軍連續蒙受失敗的恥辱，同時還要有效地顛覆西貢政府。 按照北越的想法，即使美國、南越軍隊最終把北越正規軍、越共逼退到叢林地帶，但留下的將是一片充滿瓦礫的廢墟之地，同時難民將成堆，整個社會將充滿對美國以及 西貢政府的不滿。 受到一系列失敗打擊的美國人將對這場戰爭徹底的喪失信心。 此次攻勢發起日定在1968年1月，也就是越南的舊曆春節期間。

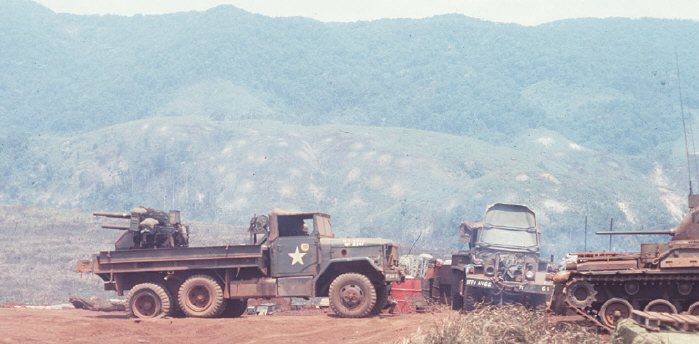
溪生基地，1968

溪山（Khe Sanh）村座落於南越西北角，剛好在非軍事區（DMZ）的南面，靠近老撾邊界。在第一次印度支那戰爭中，溪山由法國駐守，在第二次戰爭中，溪山則成為美軍特種作戰部隊的一個重要的基地。 溪山的重要性在於它臨近胡志明小道。通過溪山，美陸軍砲兵能夠對胡志明小道進行轟炸；美軍觀察哨也可以時刻監視到北越正規軍向南部的活動情況。 如果需要，他們可以召喚空中襲擊，他們還可以向駐紮在邊界那邊位於老撾境內的CIA/Meo突襲小組提供報警。 美國特種作戰部隊還經常領導當地的蒙塔格納德人（Montagnard，指越南南部與柬埔寨交界地區的山地部落）襲擊位於該地區活動的北越正規軍車輛。這也是令河內政府寢食難安的一件事。1967年，美軍陸戰隊接管了溪山，並把該地變成了美軍一個大型的重火力點，而美特種作戰部隊則把其基地移至蒙塔格納德族一個叫老村（Lang Vei）的小村莊。
到1967年底的時候，很明顯武元甲將軍已經在著手計劃行動了。來自河內的廣播也不斷提到偉大的勝利，另外還說到要將戰爭蔓延到南越各城市裡。北越正規軍的第325師和第304師正向溪山地區挺進，而北越第3個師則在9號公路上一線排開，隨時準備截住來自Quang Tn的美軍增援部隊。很明顯北越已經向美軍下了戰書，部署在溪山的這兩個北越師曾經參加過奠邊府戰役，有著豐富的作戰經驗和頑強的戰鬥力。於是駐越美軍最高統帥威斯特摩蘭將軍倉促應戰。 雖然未來幾天天氣將會很糟糕，空中支援以及空中補給都必然會受到影響，但威斯特摩蘭將軍還是下令美軍加固溪山基地的防禦工事。 很明顯，威斯特摩蘭將軍不願意重蹈法國人奠邊府之役的覆轍。 與那次不一樣的是，美空中力量有能力對北越部隊的在地面集結的兵力實施毀滅性打擊，除了北越的高射砲還有點威脅外，美軍飛機簡直是如入無人之境。 而且美軍可以通過直升機以及低空運輸機傘投的方式進行補給，從而減少了對陸路補給運輸的依賴程度。
截止1月底，有大約6000名美國海軍陸戰隊隊員被空運到了溪山以加強該基地的防守。另外數以千計的美軍增援部隊還被緊急調到了順化北部。這時北越軍的集結仍在繼續：最終共有大約2萬名北越軍隊部署到了溪山周圍，而也有些人估計這個數字是4萬。按照武元甲將軍的安排，北越砲兵將部署在非軍事區，然後他將命令攻擊部隊進攻溪山周圍築有防禦工事的山頭。這些山頭是經過1967年的激戰後被美軍陸戰隊佔領的。武元甲將軍推算，奪取這些山頭後，北越正規軍的砲兵將挪至海拔比溪山基地高的山頭上面。然後就像在奠邊府發生的情況一樣，一波波頑強的北越步兵將奮力向該基地發起進攻，直到最後將美守軍逼得沒有退路，並最終佔領溪山基地。白宮和美國傳媒相信決戰時刻已經來臨，電視新聞也整天圍繞著武元甲將軍將可能重演奠邊府大捷進行報導，以至於溪山基地美軍每天的生活情況佔據了新聞報料的首要位置。
1968年1月30日，越南民族解放陣線以超過55萬大軍和越共游擊隊在南越100多個城鎮發動新春攻勢，駐越美軍最高統帥威廉·魏摩蘭將軍倉促應戰。共有2500多名美軍喪生，北越部隊遭受約4.5萬餘陣亡、4萬負傷。戰鬥最激烈的舊京順化幾乎全毀，美軍駐紮的前線基地溪生早在1月21日開打（溪生战役），春節攻勢期間反而較為平靜。而美國駐西貢大使館也在1月31日凌晨遭到越共敢死隊襲擊，館內美軍5人死亡，越共19人被全殲:34-36。

## 戰役過程

### 初次交火

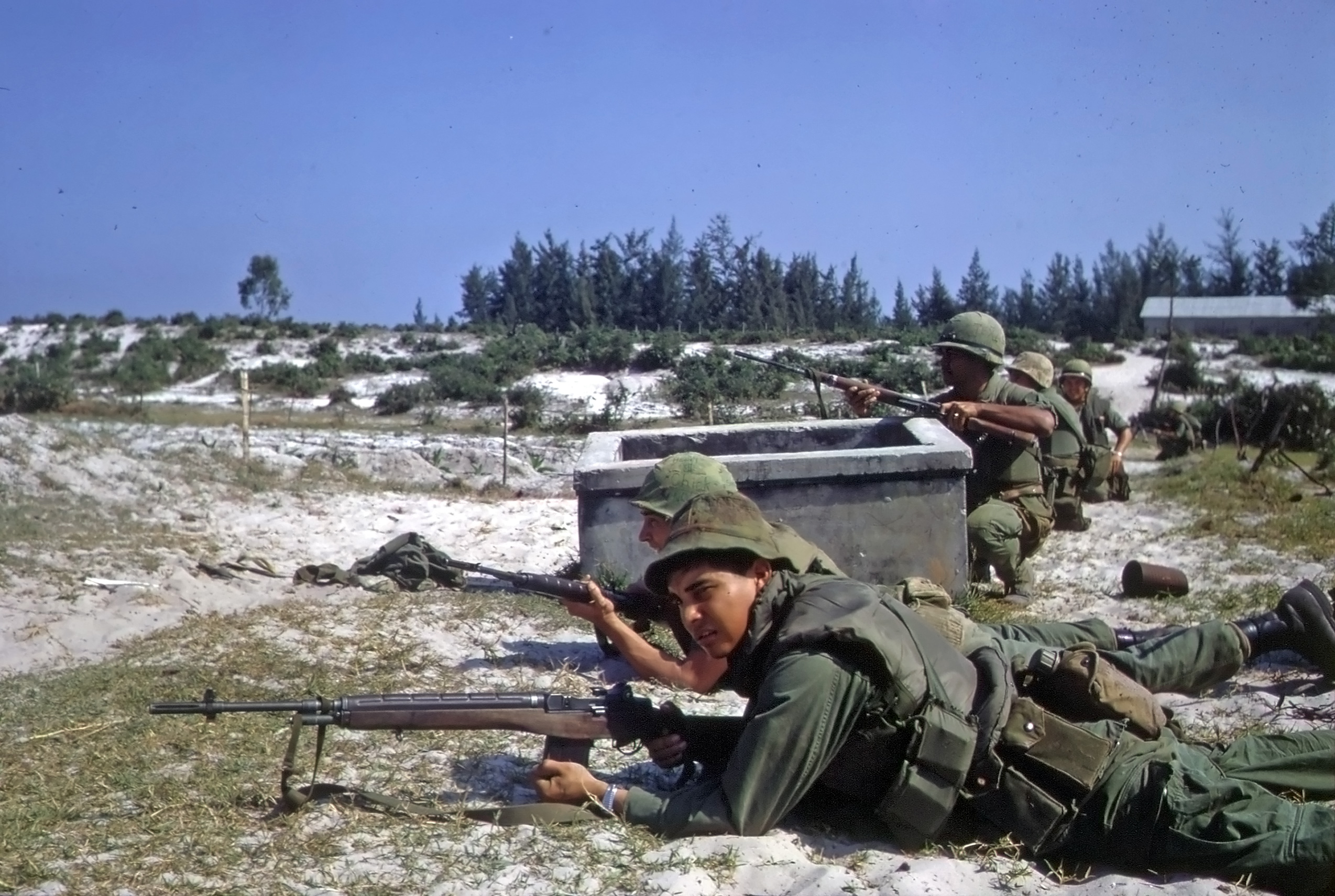
美國海軍陸戰隊隊員持M14步槍在Hamo村莊作戰（攝於1968年1月）

雙方的第一次交火發生在1月21日黎明前的一剎那。這天臨晨，北越正規軍試圖越過基地旁邊的一條小河，戰鬥隨即打響。雖然北越軍隊的此次進攻被擊退，但緊跟著北越軍隊用大炮火力破壞了基地的飛機跑道，炸毀了基地主要的彈藥庫，還擊毀了數架飛機。
北越的第二波攻勢針對的是美特種作戰部隊位於老村的防線，另外還有在溪山周圍的山頭上掘壕為戰的美海軍陸戰隊。北越軍隊發動這些進攻的目的僅僅是為了對美軍的防線進行試探。第二天，用來補充彈藥消耗的美軍直升機和輕型運輸機每幾分鐘就來一次，但此時天氣越來越糟糕，對美軍來說極為不利。
北越正規軍開始集中炮火對美軍陣地進行轟炸。他們把部隊前移，開始修築以壕溝為防護的陣地網絡。利用這些壕溝，他們可以不斷的發起對溪山外圍防禦的進攻。北越的高射炮火以及越來越糟糕的天氣使美軍接下來的補給飛行非常的困難。在溪山周圍的麥克納馬拉防線上，美軍部署有各種類型的電子傳感器。震動感應器以及高靈敏度監聽設備使美軍能夠監聽到從普通對話到無線電通信的所有信息。在空中，高空飛行的美信號情報（SINGINT）飛機可以截獲往來於北越前線和其後方指揮中心的所有無線電通信。

### 顺化
联军估计北越军在顺化的激战中阵亡2,500到5,000人，89人被俘。216名美国陆军和陆战队阵亡，1609人受伤。南越军阵亡421人伤2,123人，失踪31人。:213在140,000名原住人口中，超过5,800人口死亡，116,000人无家可归。:54–55:216
在夺回城市后发现了几个埋葬平民的大型集体葬坑（最晚的一个于1970年发现），这引发了直至今日的争议。:99–103受害者有棒殴致死的，有被枪杀的还有活埋的。:55联军给出的解释是北越军刚攻下城市时就开始大规模地以“再教育”的名义系统地拘捕平民，然后加以杀害，共有2800名被认为是对共产党统治潜在有害的人被杀。被关押起来的人包括南越军政人员，前官员，普通公务员，教师警官，和宗教人士。:55, 99–103历史学家京特-路易认为一份被缴获的越共文件表明有“1892名行政人员，38名警察，790名暴政者”被处决。

### 西貢

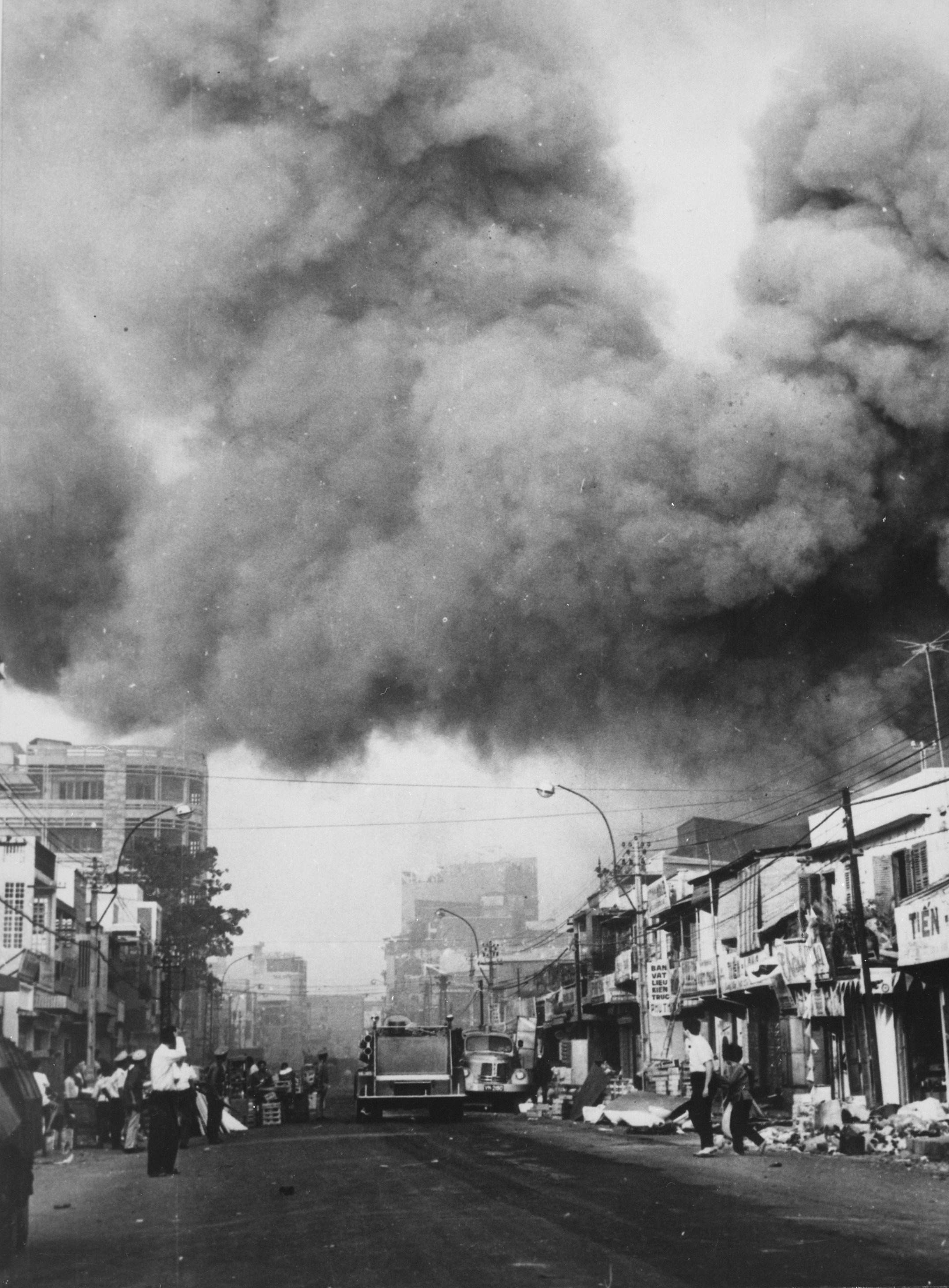
越共進攻西貢市區期間，黑煙覆蓋

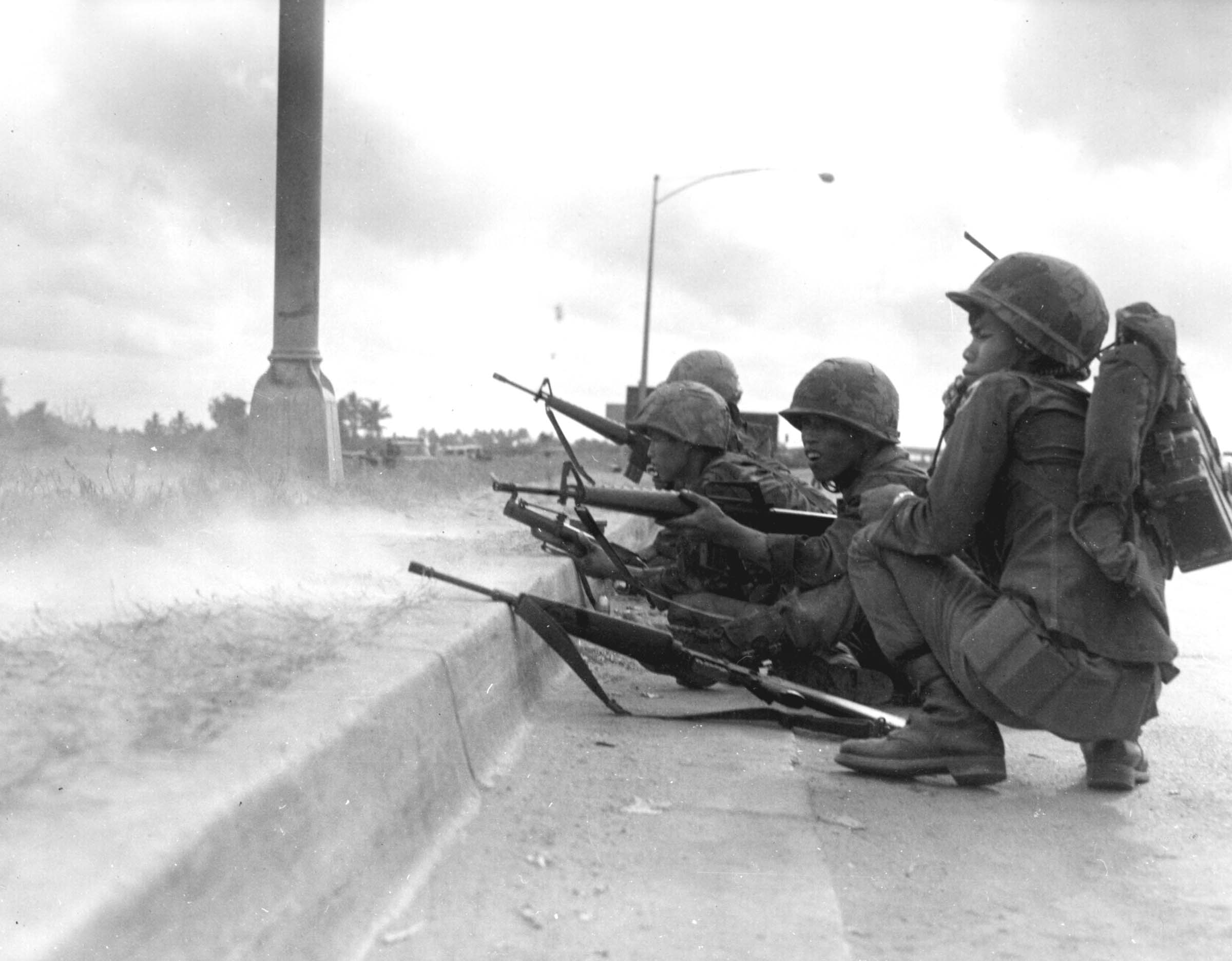
南越陸軍於西貢近郊持M16步槍作戰

正當世人在關注溪山之戰如何展開的時候，北越正規軍和越共的正規軍們卻悄悄地潛入西貢、順化以及南越的大多數城市。他們三三兩兩裝扮成難民、農民、工人以及休假的南越軍隊士兵。在西貢，差不多有5個營的北越正規軍、越共兵力神不知鬼不覺的慢慢滲透到城裡，南越眾多的秘密警察對此卻毫不知情。
他們的武器也分別裝在花車、棺材、表面蓋有蔬菜和大米的卡車里運到城內。越共在西貢和其他大城市裡也有自己的地下黨組織，這些地下黨成員經常通過打了就跑的方式襲擊敵人，從而繳獲了大量的武器彈藥，另外他們還從黑市公開買來了大量的武器彈藥。其實越共經常進出城探望親戚或是離隊回城休假也是一個公開的秘密。因此一些在此次春節攻勢前被抓的越共都被誤認為是正在度假的北越正規軍或越共的逃兵，沒有引起美軍、南越軍隊的重視。
按照傳統，一場持續時間很長的戰爭總要在春節前休戰一段時間。儘管他們對休戰所持續的時間沒有達成協議，但河內和西貢都宣稱當年也不例外。通過對從越共手中截獲的文件以及前期發生的事件的全面分析，美情報人員開始察覺到有事情正在醖釀，但是威斯特摩蘭將軍的參謀人員並沒有對這些看起來很含糊的報告引起足夠的重視。然而在駐西貢美軍司令弗雷德里克·維斯特·韋楊將軍的要求下，駐守在柬埔寨邊界附近陣地的美軍幾個營被召回。雖然韋楊將軍要求他的部隊保持高度警惕，但根據駐越美軍一直奉行的政策，南越大城市的守備由南越軍隊負責，所以在北越發動的春節攻勢開始前，只有幾百名美國士兵駐守在西貢。威廉·魏摩蘭將軍後來稱他曾經預料到北越會發動春節攻勢，但事實表明他對春節攻勢的強度沒有能夠作好充分的準備，他仍把注意力集中在溪山戰役的進展上。他顯然認為武元甲將軍會在溪山與美軍一決雌雄。
1月31日凌晨，即越南舊曆新年的第一天，南越民族解放戰線、北越正規軍部隊襲擊了南越幾乎每一個大的城鎮以及美軍大部分的基地和機場。其實早些時候北越軍隊已經在波來古、廣南、達樂等地周圍展開了進攻，但都被誤解是一些想要在春節期間弄出點事的北越部隊在瞎折騰。攻勢展開後，幾乎所有地方的進攻都讓美國和南越軍隊猝不及防。西貢和順化的大片地區突然發現他們已經被「解放」，揮舞著武器列隊行進在大街上的北越正規軍、越共部隊公開呼籲大家起來參加革命。
同一天凌晨，在西貢，19名越共突擊隊員將美國大使館的外牆炸開了一個大口子，衝了進去，正在執勤的5個憲兵（MP）很快魂歸黃泉。雖然擊斃了看守大使館主門的2個憲兵，但當北越突擊小隊試圖用反坦克火箭把門炸毀時，卻被擔任警戒的美國海軍陸戰隊隊員壓制住了，雙方展開了激烈的交火。但很快美軍的增援部隊101空降師也乘坐直升機趕到了大使館。到了上午10點鐘左右，整個形勢就發生了變化。參加此戰的所有19名北越突擊隊員都被美軍打死，他們的屍體散放在大使館院內。另外還有5名美國人和2名越南平民也在戰鬥中被殺。
參加行動的這些北越突擊隊員都是平民打扮，他們是乘坐一輛舊卡車來到大使館的。幾分鐘後，大使館已經不再危險，受到的破壞也很輕微，但北越此次對「美國國土」的攻擊卻引起了美國媒體的普遍關注，此次戰鬥也成為了春節攻勢的一個標誌。另外還有一些北越正規軍/越共小分隊襲擊了西貢的總統府、電台、南越軍隊的參謀部總部。還有700名北越軍隊發動了對新山一空軍基地（Tan Son Nhut Air Base）的襲擊，威廉·魏摩蘭將軍的美國軍事援助越南司令部（MACV）大樓也同時遭到攻擊。

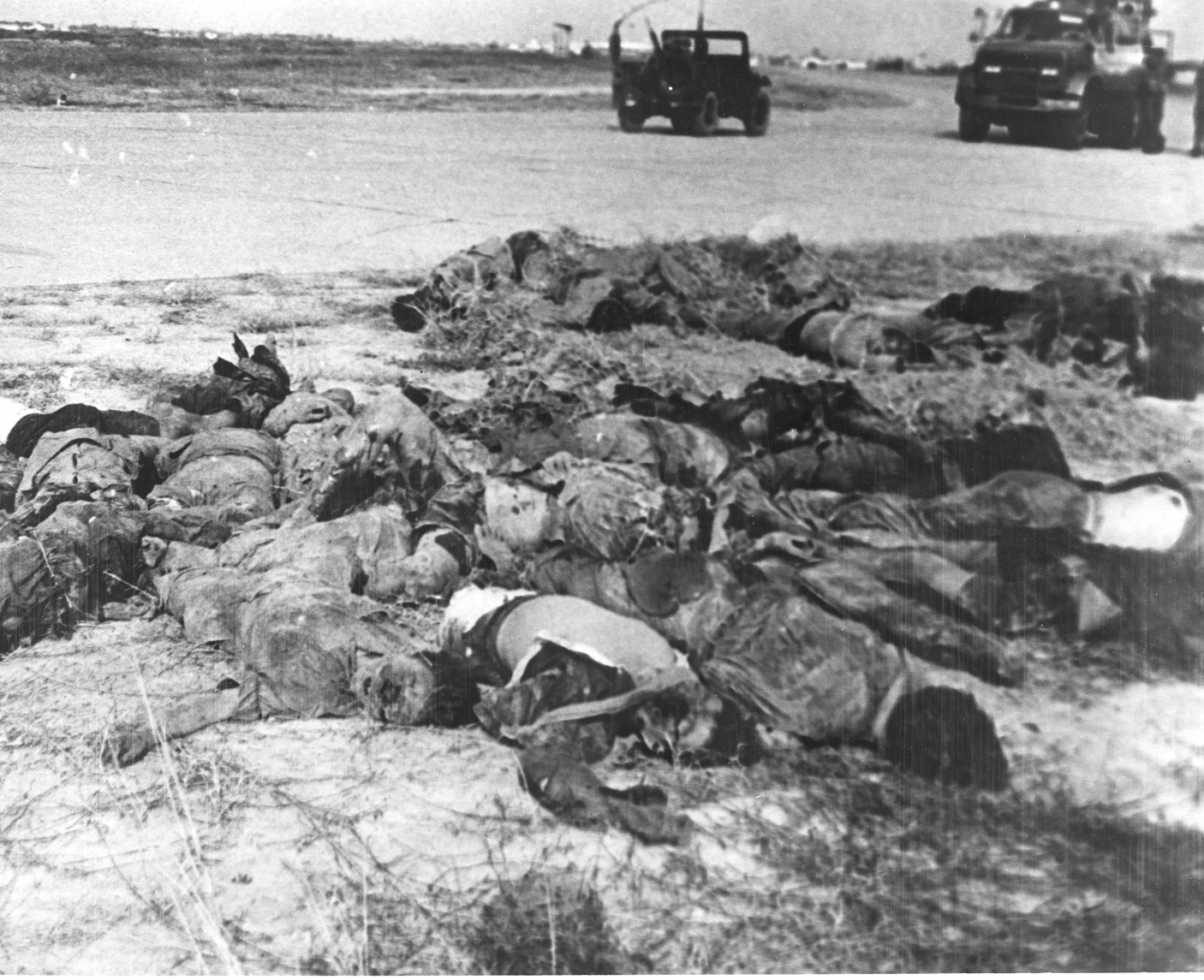
進攻新山一空軍基地時陣亡的越共及北越正規軍屍體

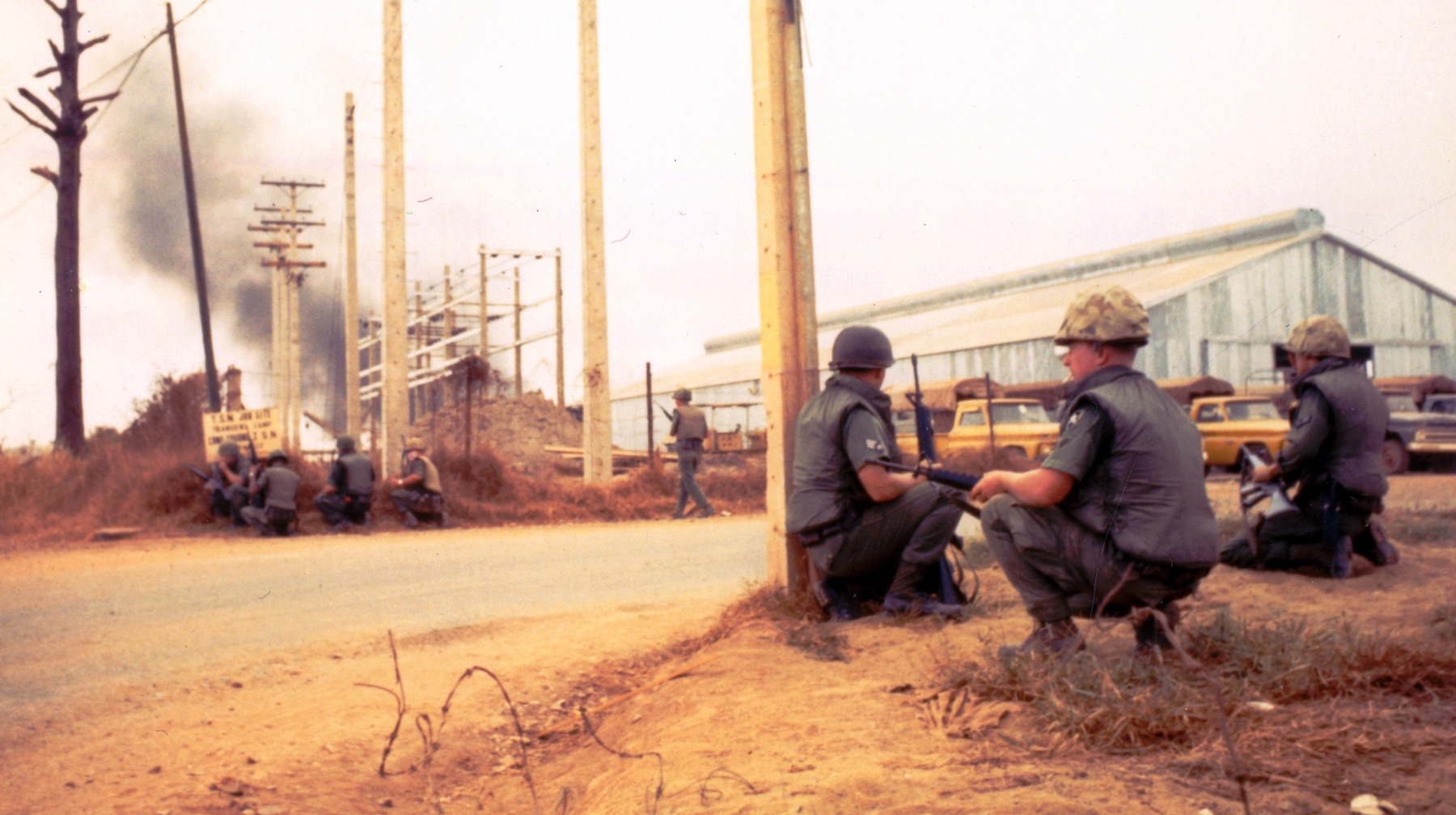
越共進攻期間，美國空軍第377憲兵中隊（377th Security Police Squadron）在新山一空軍基地作戰

接下來的戰鬥進行的相當激烈，急得象熱鍋上的螞蟻的威斯特摩蘭將軍命令所有的參謀人員都拿起武器加入到保衛大樓的行列中。新山一之役結束時，有23名美國人死亡，85人受傷，15架飛機遭重創。北越正規軍/越共還有2個營襲擊了美國空軍位於邊和的邊和空軍基地，擊毀了20多架飛機，但也付出了170人的傷亡代價。邊和之戰使得北越正規軍、越共春節攻勢期間在西貢的傷亡總數增加到了1200人。

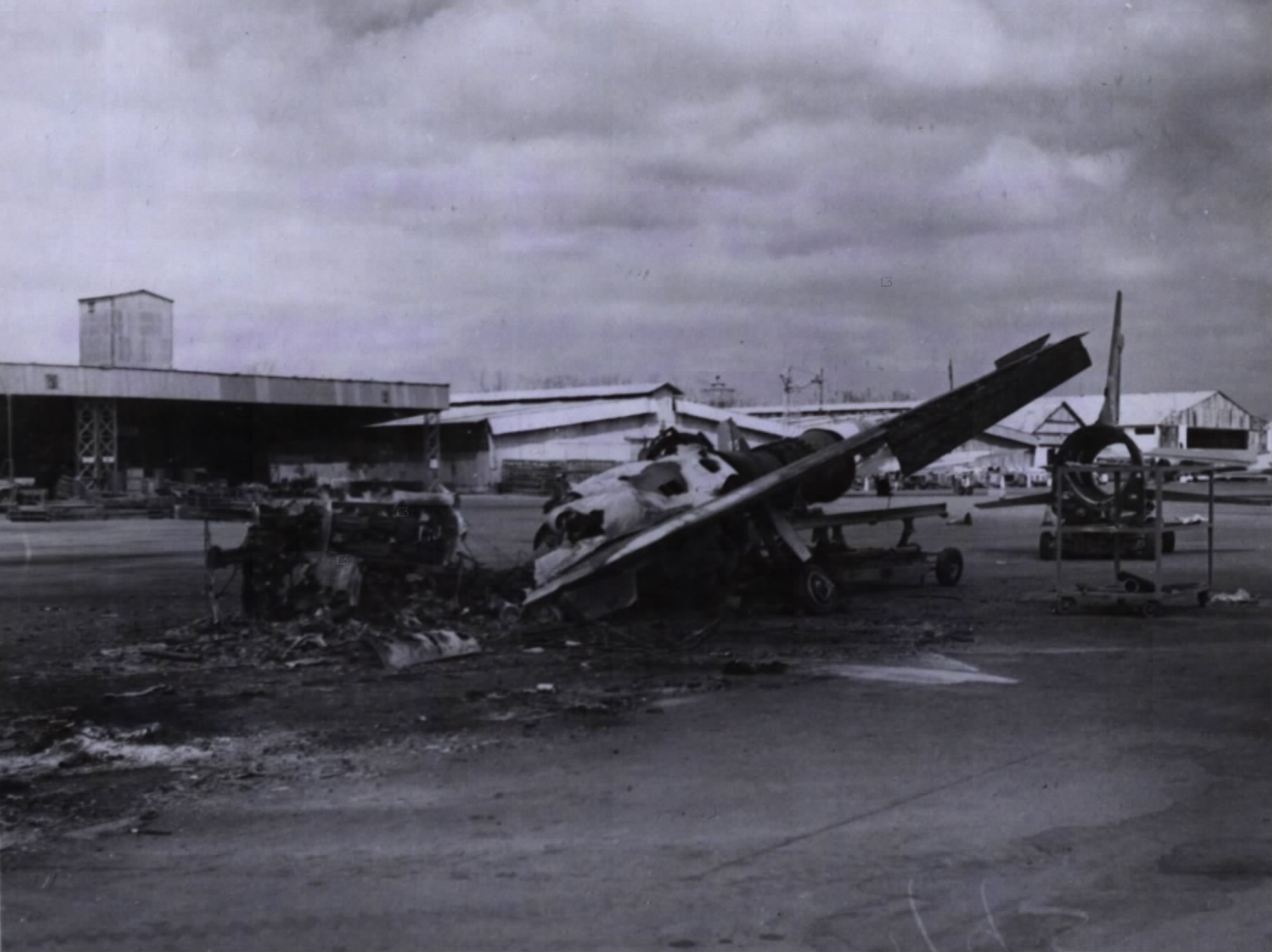
美國空軍第3戰術戰鬥機聯隊部署在邊和空軍基地的一架F-100超級軍刀戰鬥機被越共摧毀（攝於1968年2月1日）

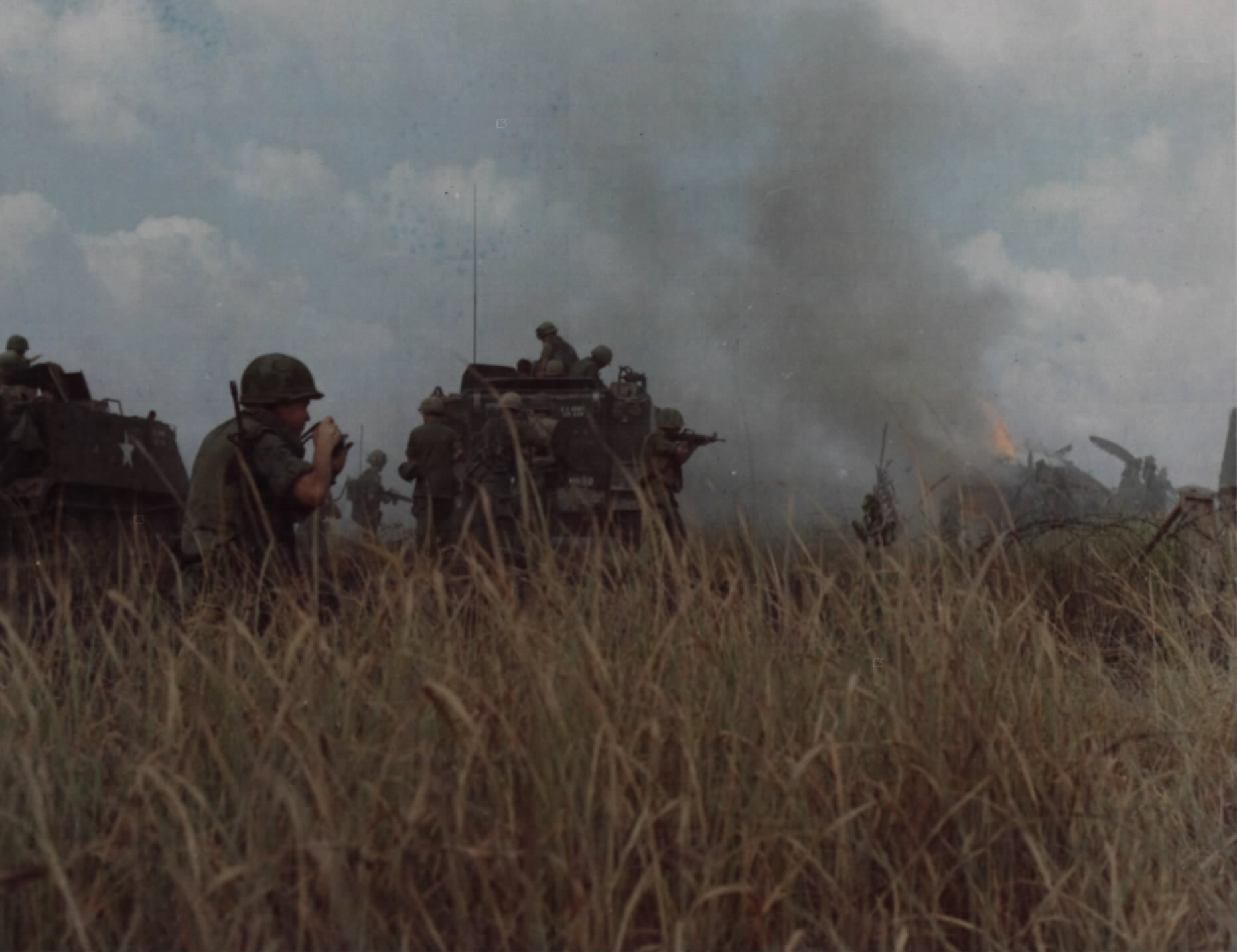
美國陸軍機械化步兵向隆平地區進攻（攝於1968年1月31日）

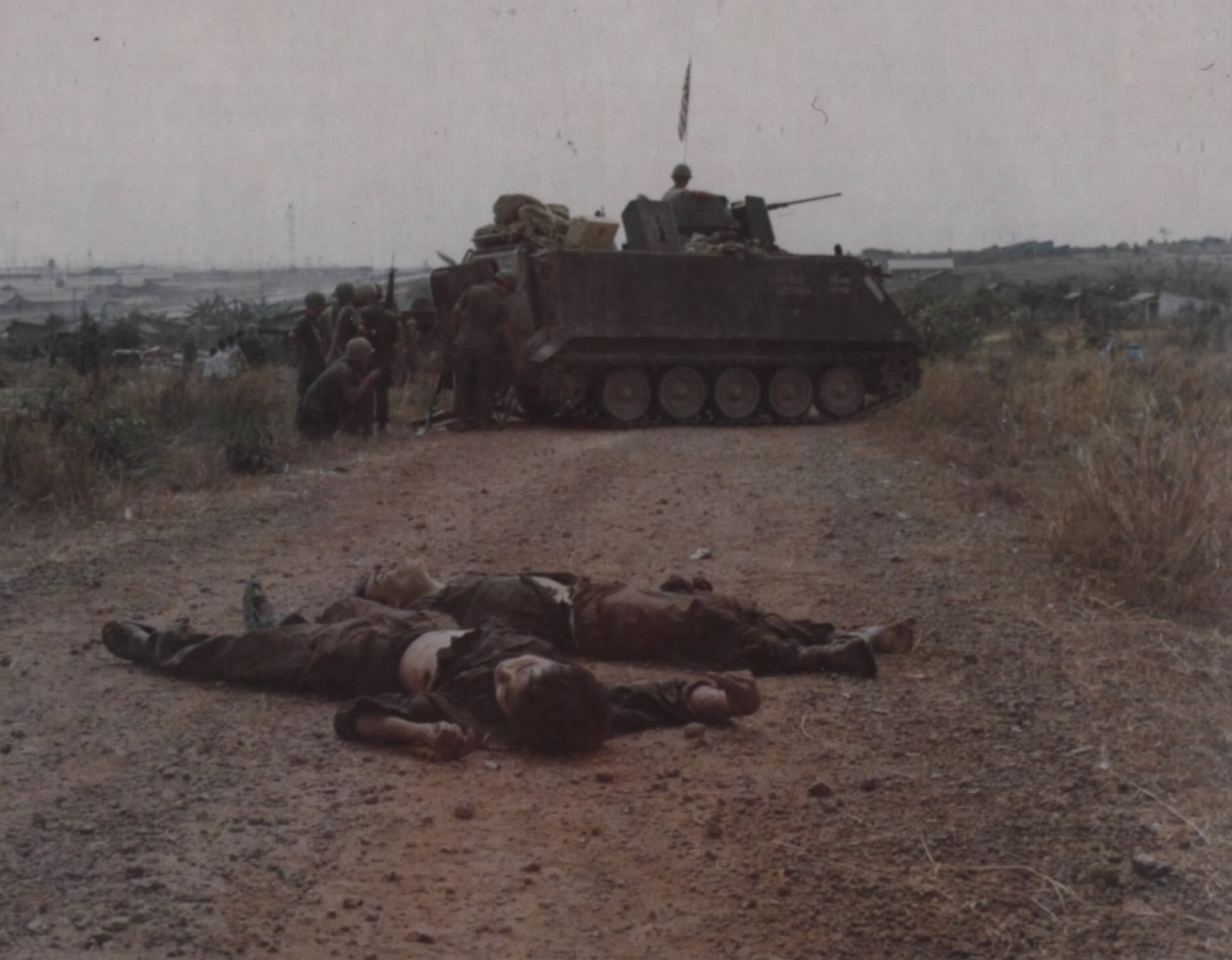
在對隆平發動進攻後，陣亡的越共（攝於1968年2月1日）

越共的其他部隊還在法國公墓以及富壽（Phu Tho）賽馬場附近與敵人進行了戰鬥。位於西貢市郊的華埠（Cholon）是華人的主要居住區，這裡事實上成為了北越正規軍、越共的作戰基地，後來證明這裡也是北越進攻西貢及其鄰近地區的主要集結地。雖然南越總統阮文紹於1月31日頒布了《軍事法》（marshal law），但美軍/南越軍隊仍然經過了長達一周的激戰才最終將北越位於西貢周圍的各個孤立的陣地給奪了回來。雙方激烈的巷戰也使西貢市的一些街區變成了瓦礫堆。由於游擊隊員們在市區裡面打了就跑，美軍、南越軍隊的重武器還在行動中炸毀了西貢的很多建築。電台、商業建築、大片的低價公共建築以及無數平民的住宅屋都被夷為平地，無數的平民老百姓無家可歸成為難民。在數周的時間里，整個西貢市一片混亂。
到2月5日的時候，西貢市內的戰鬥基本上都結束了。但位於華埠的戰鬥則持續到了該月的最後一周。雖然華埠不停的遭到美軍的狂轟亂炸，但北越正規軍、越共還在堅守陣地，他們甚至還不時地對位於西貢市內的美國、南越陣地以及新山一機場發起反擊。北越正規軍、越共最終還是被迫從西貢郊區撤出，但他們退到附近的村莊後又重新開始了戰鬥。美國和南越先是用炮兵和轟炸機對這些村莊進行了集中轟炸，隨後又派軍隊重新奪回了這些村莊。北越正規軍、越共一遍又一遍地重復這個戰術，他們不斷的奪取村莊，又不斷的失去村莊。很明顯一個目的是為了讓西貢政府炸毀他們自己建造的村莊，從而進一步拉大西貢政府與農村百姓的距離，讓政府自毀形象。據美軍估計，春節攻勢開始一個月之後，大約有15000平民死亡，新增加的難民達到了200萬，而戰爭仍然在繼續。

#### 越共夜襲大使館

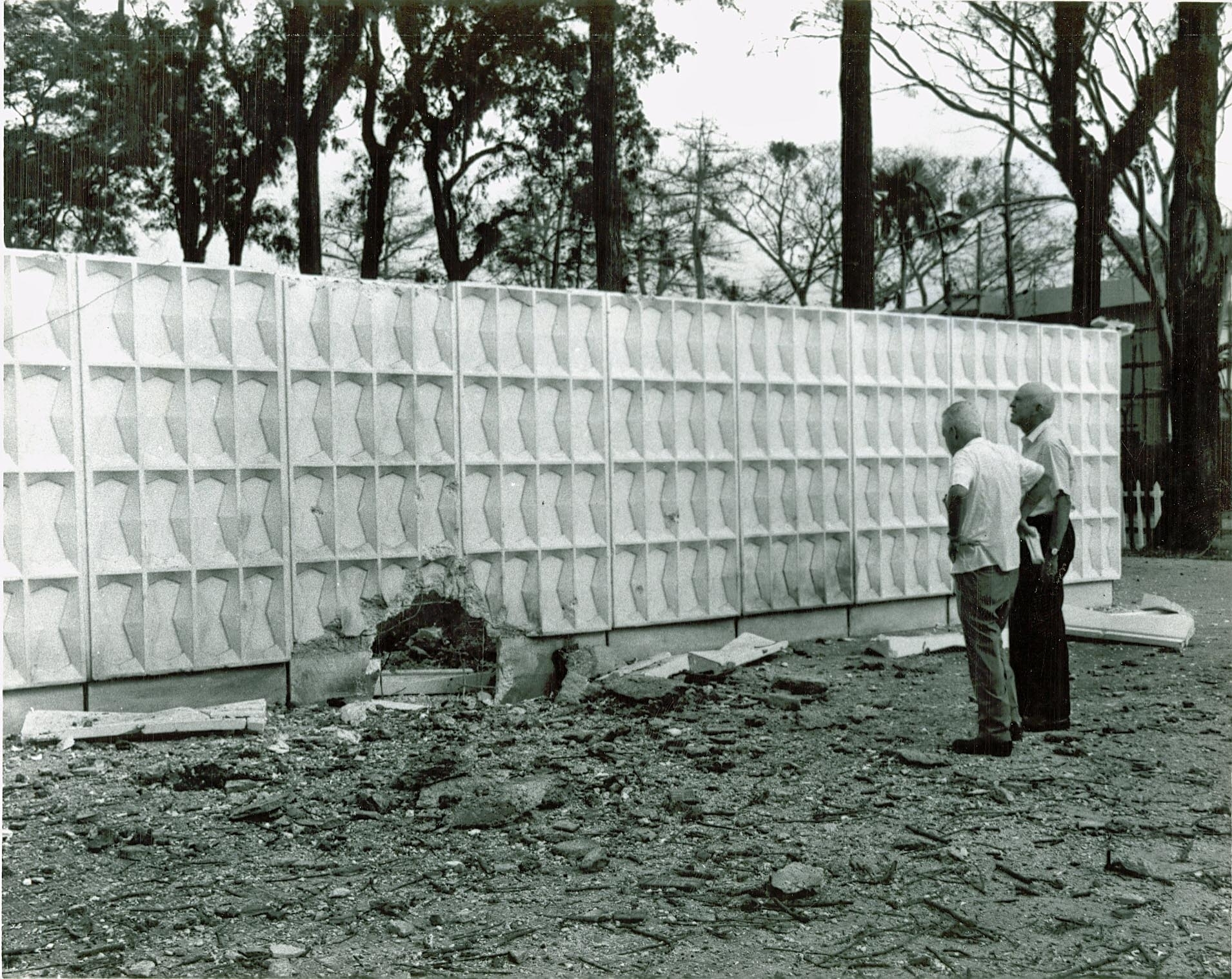
越共士兵在統一大道側的大使館圍牆上所炸出的凹洞，藉此進入使館院子展開攻擊。

1月31日，午夜0時之後的的凌晨，19名越共工兵營所屬的敢死隊員聚集在潘清簡街59號（59 Phan Thanh Giản）一家修車廠的藏匿處內分配武器，準備趁夜對美國大使館發動攻擊。接著他們乘坐一輛貨車和計程車朝市中心駛去，當進入莫挺之街、因為正值宵禁而熄掉大燈後，仍被西貢市警發現，但警員們沒有加以攔截。兩輛車之後又轉入統一大道，然後開始對大門的美國陸軍憲兵開火。當時值班的兩位憲兵，查爾斯·丹尼爾專業下士（SP4 Charles L Daniel）和威廉·塞巴斯特一等兵（PFC William E Sebast）立刻開槍還擊，迅速鎖上鐵門後以無線電通報大使館遭受攻擊。同時聽到槍聲的是人在後院的海軍陸戰隊中士羅納·哈伯（Sgt Ronald W. Harper），他從使館辦公樓後門奔往前門，穿過大廳裡正在撥電話請求支援的陸戰隊下士喬治·扎赫雷尼（Cpl George B Zahuranic），並把一名南越巡夜員拉入館內，再鎖上厚重的柚木大門。
凌晨2時47分，越共在統一大道側的使館外牆炸出一個小洞，才得以進入院子。帶頭進入的兩名隊長立刻被莫挺之街入口崗哨內的憲兵丹尼爾和塞巴斯特擊殺，丹尼爾用無線電大喊「他們進來了！他們進來了！支援我！支援我！」，然後他和塞巴斯特上兵就雙雙中彈身亡。使館屋頂上，海軍陸戰隊中士魯迪·索托（Sgt Rudy A. Soto Jr）看到越共士兵穿牆而入後，試圖用12口徑散彈槍開火，但在發射幾發後槍管就塞住了，又拿出點38左輪手槍，但射程不足，對一樓院子裡的敵人殺傷力有限。

大使館辦公樓外牆被槍砲擊中的痕跡

此時敢死隊員正在用56式自動步槍和RPG-2火箭推進榴彈朝使館廳舍射擊，其中幾發穿入建築，射傷了扎赫雷尼下士和兩台無線電接收器。索托中士試著聯絡大廳衛兵卻告失敗，他因此假設哈伯和扎赫雷尼均已陣亡，打電話請求支援後，便等著越共攻進來。在使館院子後的官邸內，槍戰聲吵醒了時任外交協調官的傑考森上校（Col George Jacobson），他立刻尋找可供自衛的武器，只找到一枚M26手榴彈。
此時，一輛接獲丹尼爾求救的憲兵吉普車趕往現場，但開到使館外時就被街上的越共士兵以自動武器射擊，車上兩位憲兵隊員強尼·湯瑪斯中士（Sgt Johnie B Thomas）和歐文·梅巴斯特上士（SFC Owen E Mebust）當場喪命。
攻擊當時在大使館辦公樓裡的除了三位海軍陸戰隊員外，尚有美籍文職雇員六名及越籍文職雇員兩名。美國人員們準備了點三八左輪和貝瑞塔M12衝鋒槍保護自己。而使館院區裡的越共敢死隊員們，逐漸因兩名隊長陣亡而顯得群龍無首。儘管他們共攜入了40磅的C4炸藥，足以按照原先的指令、用來把使館大樓炸出一個可以攻入的缺口，但他們只是守著院子裡的圓形混凝土花壇，與更多持槍加入反擊的美國人員駁火。
在美國大使館5個街區外的海軍陸戰隊宿舍，羅伯特·歐布萊恩上尉（Cpt Robert J. O'Brien）將使館警衛隊內其他的陸戰隊員組成了快速反應小組並朝大使館進發。當他們到達莫挺之街時，發現車輛入口已被鎖上，且可以看到越共敢死隊在院裡射擊。當他們呼叫憲兵時，越共隊員們立刻開槍逼他們退到遠處，並在館內的花園裡點火。

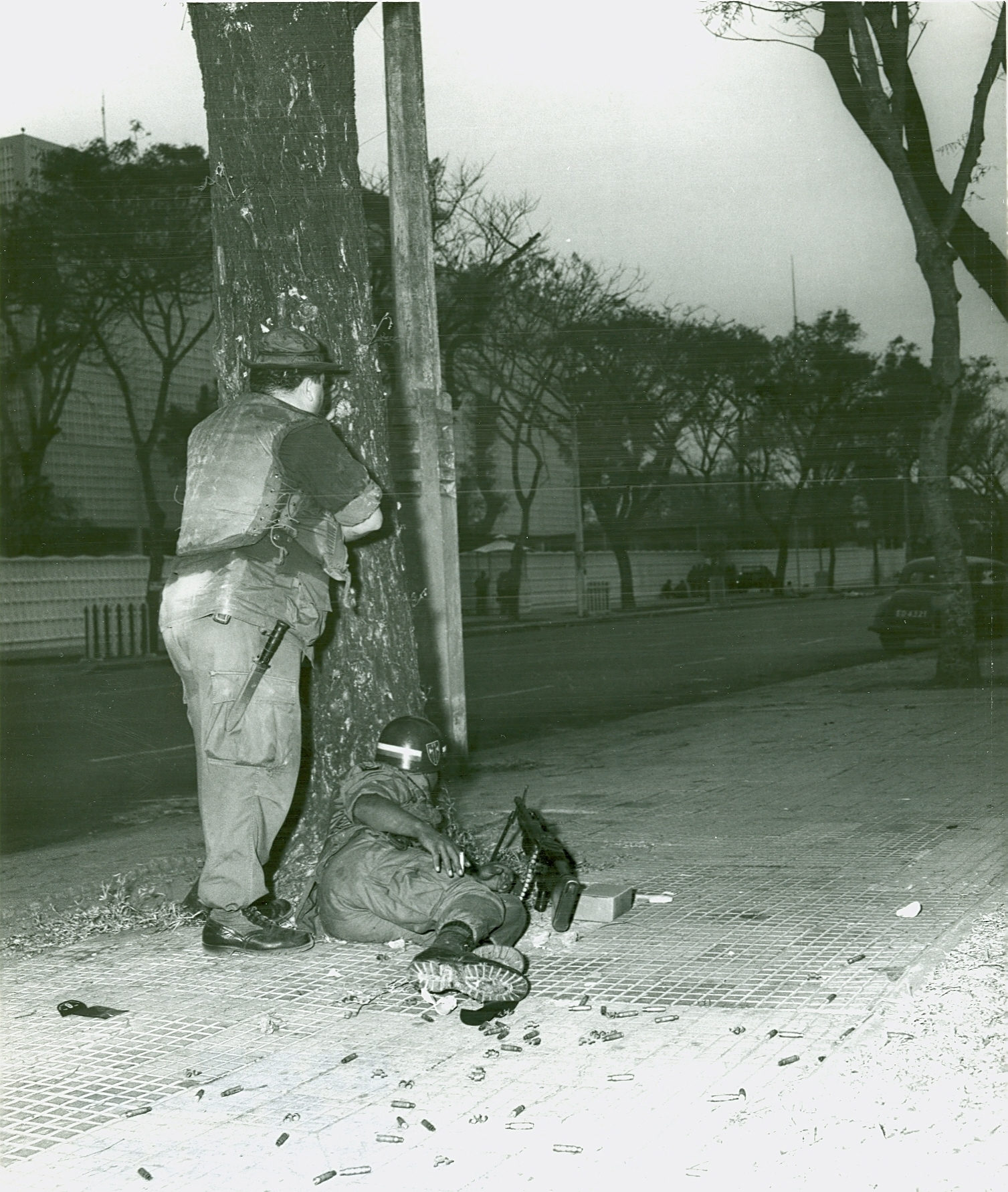
1月31日上午事件平息後，美軍憲兵站在統一大道入口對面的越共射擊位置

凌晨4時，美國駐越大使埃爾斯沃思·邦克透過副官聯絡西貢警察廳長阮文論（Nguyễn Văn Luận），請他提供援助，但第一分局局長拒絕在暗夜中調動警員，反要求美方派人護送他的警隊前往大使館，因此借助西貢警力增援的計畫宣告失敗。4時20分，美軍援越司令官威廉·魏摩蘭上將命令716憲兵營優先執行對使館敵人的掃蕩任務，缺乏武裝車輛及直升機的憲兵們，只得加派部隊封鎖使館周邊街區。當時因為夜間過暗，再加上大使館方面與館外海軍陸戰隊、憲兵隊之間的通訊、或是院區內部的通訊品質均相當不良，而使事態顯得更加混亂模糊。哈伯中士和其他在大樓內的美國人員可透過電話聯絡外界，而頂樓的索托中士只有一支無線電。

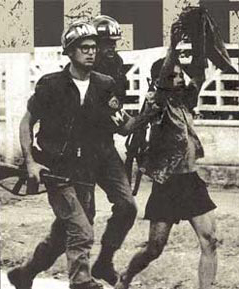
美軍憲兵押送被俘的越共到使館外

在使館大樓旁的領事館院區內，海軍陸戰隊下士詹姆士·馬歇爾（Cpl James C. Marshall）爬上一棟領事館所屬的樓房，從屋頂上朝大使館院子裡的越共們開槍，當他被一枚砲彈破片擊傷時仍然守在射擊位置上，直到越共的另一發子彈將他擊斃為止，他可能是當天最後一名在大使館事件中喪生的美國人。早上5時，美國陸軍第101空降師的一群空降兵搭直升機試圖降落在大使館屋頂上，但馬上被院子裡尚未戰死的越共開火逼退，6時15分，一架救難直升機才飛到樓頂，接走受傷的扎赫雷尼下士，並投下三箱M16步槍的子彈。但由於館內人員都沒有配備該款步槍，因此完全沒派上用場。
當1月31日的黎明破曉時，越共在使館外牆炸出的洞口被發現了，同時憲兵們也終於用槍射掉統一大道入口的鎖，並用吉普車把門撞開。海軍陸戰隊員和憲兵隊員衝入門內後，幾分鐘內便將院子裡已傷亡慘重的越共們擊斃，而載著101空降師士兵的直升機，也從屋頂上讓空降兵們進到使館大樓裡準備掃蕩，但發現越共並未攻入樓內。別墅裡的傑考森上校聽聞院內動靜後，呼叫窗外的憲兵並要求武器。憲兵們丟給他一支柯爾特M1911手槍和防毒面具，接著又拋入CS催淚彈，傑考森上校於是從樓上槍殺了一名受傷倒地的越共。
上午9時，大使館已宣告安全。參與襲擊的19名越共敢死隊員中，18人死亡，1名傷員被俘。

## 影響

### 越南內部
越南共和國及柬埔寨境內的越南南方民族解放阵线實力削弱，但北越方面創造了心理上的优势。
1968年2月1日南越警官阮玉鸞當街槍決越共將領阮文歛，被記者艾迪·亞當斯拍攝下來，他的照片一經發佈就引起轟動，並因此獲得1969年普利策獎。
1973年美國自越南撤軍後，南越政權僅維持兩年即被北越以武力推翻。

### 美國國內
新春攻勢成為越戰中的轉捩點，其慘烈狀況惊动了美國公眾。美國政府高層內部因為新春攻勢而失去戰意，美國國內反戰浪潮日益高漲。威廉·威斯特摩兰將軍計畫動用20萬6千的增兵以完全消滅敵軍，結果事機洩漏，被反戰師生們視為戰爭販子，其畫像在校園內被焚毀；1968年6月，威斯特摩兰將軍卸任，由陸軍上将艾布蘭接替。
1968年3月31日，美國總統林登·约翰逊表示美军将逐步撤出越南戰場，并宣布放弃竞选下任总统。越南戰爭成為美國1968年總統大選的主要議題。

### 國際關係
美國共和黨籍的理察·尼克森當選美國總統後，為尋求中華人民共和國合作對北越方面施加政治壓力，以給美軍撤出越南創造較有利的政治條件，通過其美國國家安全顧問亨利·基辛格與北京方面接觸，最終促成了1973年的巴黎和平協約及1972年尼克松訪華，並成為美中關係正常化的契機。

## 註腳
1. ↑  Smedberg, p. 188
2. ↑  . History.   [2014-12-22]. （原始内容存档于2013-10-29）.
3. ↑  Hoang, p. 8.
4. ↑  The South Vietnamese regime estimated North Vietnamese forces at 323,000, including 130,000 regulars and 160,000 guerrillas. Hoang, p. 10. MACV estimated that strength at 330,000. The CIA and the U.S. State Department concluded that the North Vietnamese force level lay somewhere between 435,000 and 595,000. Dougan and Weiss, p. 184.
5. ↑  Tổng công kích, Tổng nổi dậy Tết mậu thân 1968 (Tet Offensive 1968) – ARVN's Đại Nam publishing in 1969, p. 35
6. ↑  Does not include ARVN or U.S. casualties incurred during the "Border Battles"; ARVN killed, wounded, or missing from Phase III; U.S. wounded from Phase III; or U.S. missing during Phases II and III.
7. ↑  Steel and Blood: South Vietnamese Armor and the War for Southeast Asia. Naval Institute Press, 2008. P 33
8. ↑  Includes casualties incurred during the "Border Battles", Tet Mau Than, and the second and third phases of the offensive. General Tran Van Tra claimed that from January through August 1968 the offensive had cost North Vietnam more than 75.000 dead and wounded. This is probably a low estimate. Tran Van Tra, Tet, in Jayne S. Warner and Luu Doan Huynh, eds., The Vietnam War: Vietnamese and American Perspectives. Armonk NY: M.E. Sharpe, 1993, pgs. 49 & 50.
9. ↑  PAVN's Department of warfare,  124th/TGi, document 1.103 (11-2-1969)
10. ↑  Ang, p. 351. Two interpretations of North Vietnamese goals have continued to dominate Western historical debate. The first maintained that the political consequences of the winter-spring offensive were an intended rather than an unintended consequence. This view was supported by William Westmoreland and his friend Jamie Salt in A Soldier Reports, Garden City NY: Doubleday, 1976, p. 322; Harry G. Summers in On Strategy, Novato CA: Presidio Press, 1982, p. 133; Leslie Gelb and Richard Betts, The Irony of Vietnam, Washington, D.C.: The Brookings Institution, 1979, pp. 333–334; and Schmitz p. 90. This thesis appeared logical in hindsight, but it "fails to account for any realistic North Vietnamese military objectives, the logical prerequisite for an effort to influence American opinion." James J. Wirtz in The Tet Offensive, Ithaca NY: Cornell University Press, 1991, p. 18. The second thesis (which was also supported by the majority of contemporary captured Vietcong documents) was that the goal of the offensive was the immediate toppling of the Saigon government or, at the very least, the destruction of the government apparatus, the installation of a coalition government, or the occupation of large tracts of South Vietnamese territory. Historians supporting this view are Stanley Karnow in Vietnam, New York: Viking, 1983, p. 537; U.S. Grant Sharp in Strategy for Defeat, San Rafael CA: Presidio Press, 1978, p. 214; Patrick McGarvey in Visions of Victory, Stanford CA: Stanford University Press, 1969; and Wirtz, p. 60.
11. 1 2 3 4 5  James H. Willbanks. . Columbia University Press. 2008年  [2013-10-07]. ISBN 978-0-231-12841-4. （原始内容存档于2014-04-09）.（英文）
12. ↑  Schulimson, p. 213. A PAVN document allegedly captured by the ARVN stated that 1,042 troops had been killed in the city proper and that several times that number had been wounded. Hoang, p. 84.
13. 1 2  Schulimson, Jack; Blaisol, Leonard; Smith, Charles R.; Dawson, David.  (PDF). Washington, D.C.: History and Museums Division, United States Marine Corps. 1997年  [2015-01-30]. ISBN 0-16-049125-8. （原始内容存档 (PDF)于2019-06-12）.（英文）
14. ↑  Dougan and Weiss, p. 35. This was the version given in Douglas Pike's The Viet Cong Strategy of Terror, published by the U.S. Mission in 1970.
15. ↑  Lewy, Gunther. . New York: Oxford University Press. 1980: 274. ISBN 0-19-502732-9.（英文）
16. ↑  Oberdorfer, p.11.
17. ↑  . The Virtual Wall.   [2020-05-11]. （原始内容存档于2011-07-17）.
18. ↑  . The Virtual Wall.   [2020-05-11]. （原始内容存档于2011-07-17）.
19. ↑  Oberdorfer, p.11-12.
20. ↑  Oberdorfer, p.13.
21. ↑  . The Virtual Wall.   [2020-05-11]. （原始内容存档于2011-07-17）.
22. ↑  . The Virtual Wall.   [2020-05-11]. （原始内容存档于2011-07-17）.
23. ↑  Oberdorfer, p.12-13.
24. ↑  Oberdorfer, p.23-24.
25. ↑  Oberdorfer, p.14.
26. ↑  Oberdorfer, p.22-23.
27. ↑  Oberdorfer, p.9-10.
28. 1 2  Oberdorfer, p.23.
29. ↑  Oberdorfer, p.24.
30. ↑  . The Virtual Wall.   [2020-05-11]. （原始内容存档于2011-07-17）.
31. ↑  Oberdorfer, p.25-26.
32. ↑  Oberdorfer, p.29-30.